# قطعنامه ۸۳۸ شورای امنیت
قطعنامه ۸۳۸ شورای امنیت سازمان ملل متحد که در تاریخ ۱۰ ژوئن ۱۹۹۳ تصویب شد، سندی بین‌المللی دربارهٔ بوسنی و هرزگوین است. این قطعنامه طی نشست ۳۲۳۴ام با ۱۵ رای موافق، ۰ مخالف و ۰ ممتنع تصویب شد.